# Rota do Cister (Catalunha)

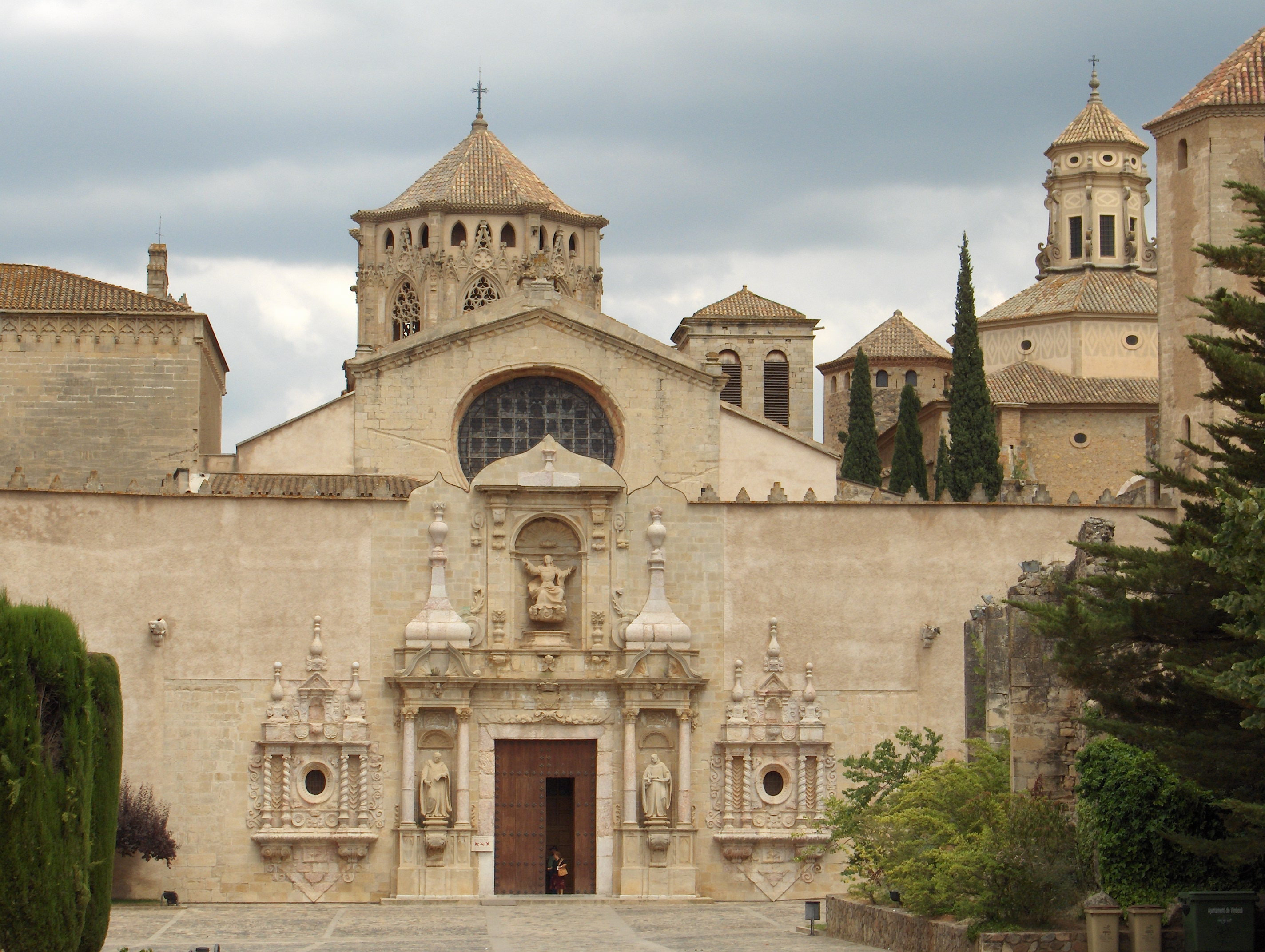
Mosteiro de Poblet

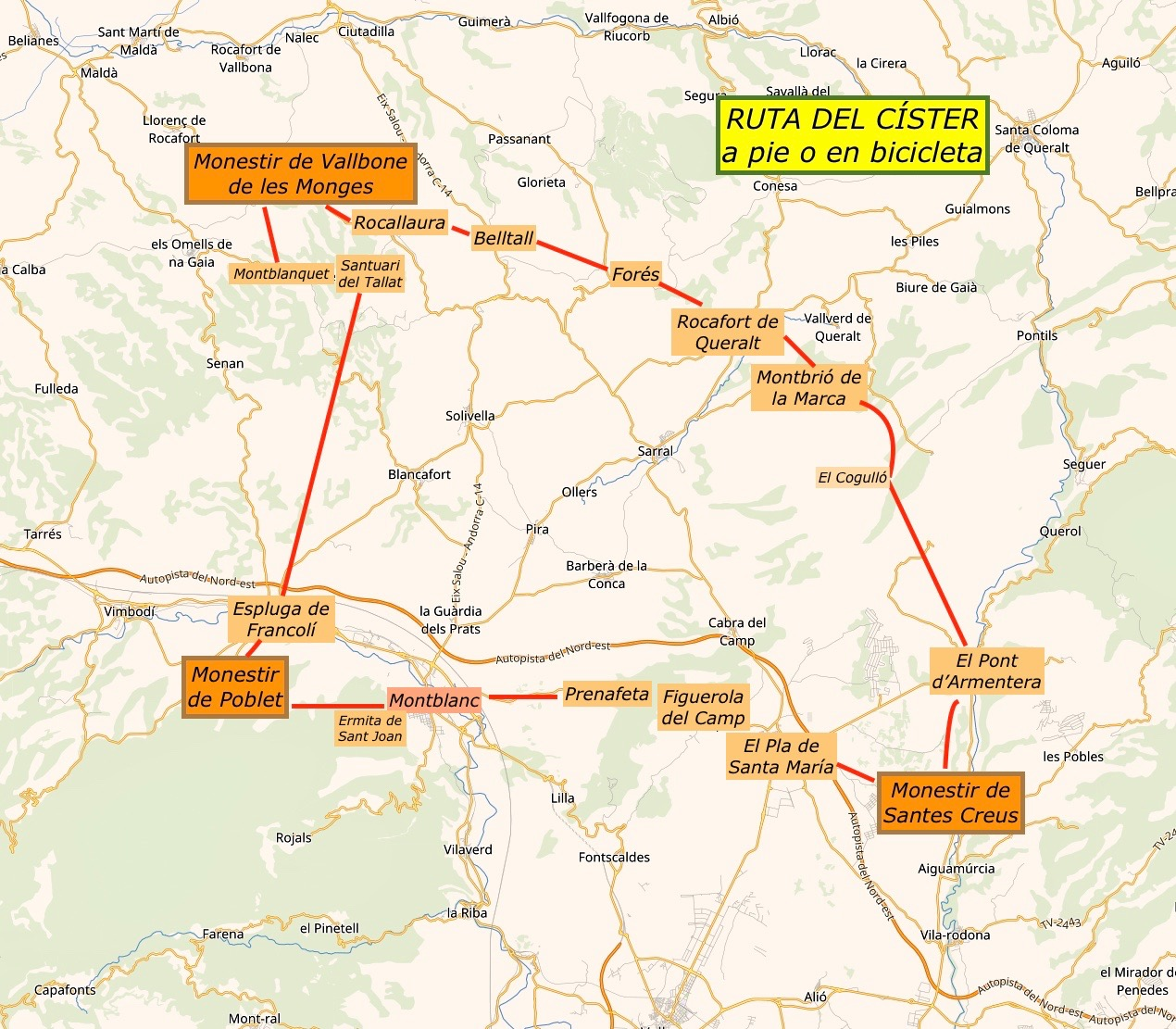
Rota do Cister para fazer a pé ou em BTT

A Rota do Cister é uma zona da Catalunha vertebrada pelos três mosteiros cistercienses existentes no país: o de Santa Maria de Vallbona (em Vallbona de les Monges, em Urgell), o de Poblet (no município de Vimbodí e Poblet, em Conca de Barberà) e o de Santes Creus (em Santes Creus, dentro do município de Aiguamúrcia, em Alt Camp).
A denominação Rota do Cister foi cunhada no ano 1989 com a ideia de potenciar o turismo nestas três comarcas. Com esta finalidade, vários sinais das estradas, os trilhos e as povoações desta área incluem o logotipo da Rota. Desde os mosteiros, uma das atrações principais da zona, pode-se chegar facilmente a vários lugares de uma grande riqueza gastronómica, e de artesanato, arquitetura, lugares naturais, etc.
O Trilho do grande percurso GR 175, na Rota do Cister, faz parte da Rede de Trilhos sinalizados de Europa. Dispõe tanto de rotas que se podem realizar a pé, bem como de variantes para bicicleta de montanha. Parte do seu percurso atravessa o Parque Natural de Poblet.